# Dolmen de la Pierre-Là
Le dolmen de la Pierre-Là, également appelé par confusion la Pierre-à-la-Marte, est un dolmen situé dans le hameau de La Pierre Là, à l'ouest de Saint-Plantaire, dans le département français de l'Indre. 

## Historique
Dans son Mémoire statistique du département de l'Indre paru en 1804, le préfet Dalphonse donne une description détaillée d'un dolmen qu'il situe à Saint-Plantaire. Malheureusement, dans son ouvrage l'auteur décrit en fait le dolmen appelé la Pierre à la Marte qui est situé à environ 5 km sur la commune voisine de Montchevrier. Lorsque le dolmen sera classé par la liste de 1862, il le sera sous cette dénomination erronée alors même que la Pierre à La Marte est elle-même classée sous ce nom par la même liste. Par la suite, chez les auteurs du XIXe siècle, la confusion perdure et lorsqu'ils mentionnent l'un, il s'agit le plus souvent de l'autre.

## Description
Le dolmen est composé d'une grande table de couverture en granite mesurant 4,50 m de long sur 2,20 m au plus large pour une épaisseur moyenne de 0,50 m. Elle comporte, sur sa face supérieure, trois cuvettes d'origine naturelle et des traces d'une tentative de débitage (trous de coin, rainure). Cette table repose sur trois piliers, dont un incliné vers l'intérieur de la chambre, de respectivement 1,50 m de long sur 1,40 m de haut et 0,20 m d'épaisseur, 1,60 m de long sur 1,10 m de haut et 1,05 m de long sur 1 m de haut pour une épaisseur de 0,30 m. Un bloc en quartz est visible sur le bord extérieur de la chambre. La petite dalle (0,30 m de hauteur) visible à l'angle sud-est pourrait correspondre à un fragment d'un pilier tandis que la longue dalle (1,80 m) gisant à moitié enfoncée dans le sol côté nord serait un orthostate désormais affaissé.